# Lactarius omphaliiformis
Lactarius omphaliiformis é um fungo que pertence ao gênero de cogumelos Lactarius na ordem Russulales. Encontrado na Europa e na América do Sul, foi descrito cientificamente pelo micologista francês Henri Romagnesi em 1974.